# Chigasaki Challenger 1982
Il Chigasaki Challenger 1982 è stato un torneo di tennis facente parte della categoria ATP Challenger Series nell'ambito dell'ATP Challenger Series 1982. Il torneo si è giocato a Chigasaki in Giappone dal 14 al 20 aprile 1982 su campi in terra rossa.

## Vincitori

### Singolare
Tom Cain ha battuto in finale  Henrik Sundström con il punteggio di 6–4, 6–3

### Doppio
Charles Buzz Strode /  Morris Skip Strode hanno battuto in finale  Sashi Menon /  Walter Redondo con il punteggio di 6–3, 6–4